# Impacto ambiental de las vías terrestres

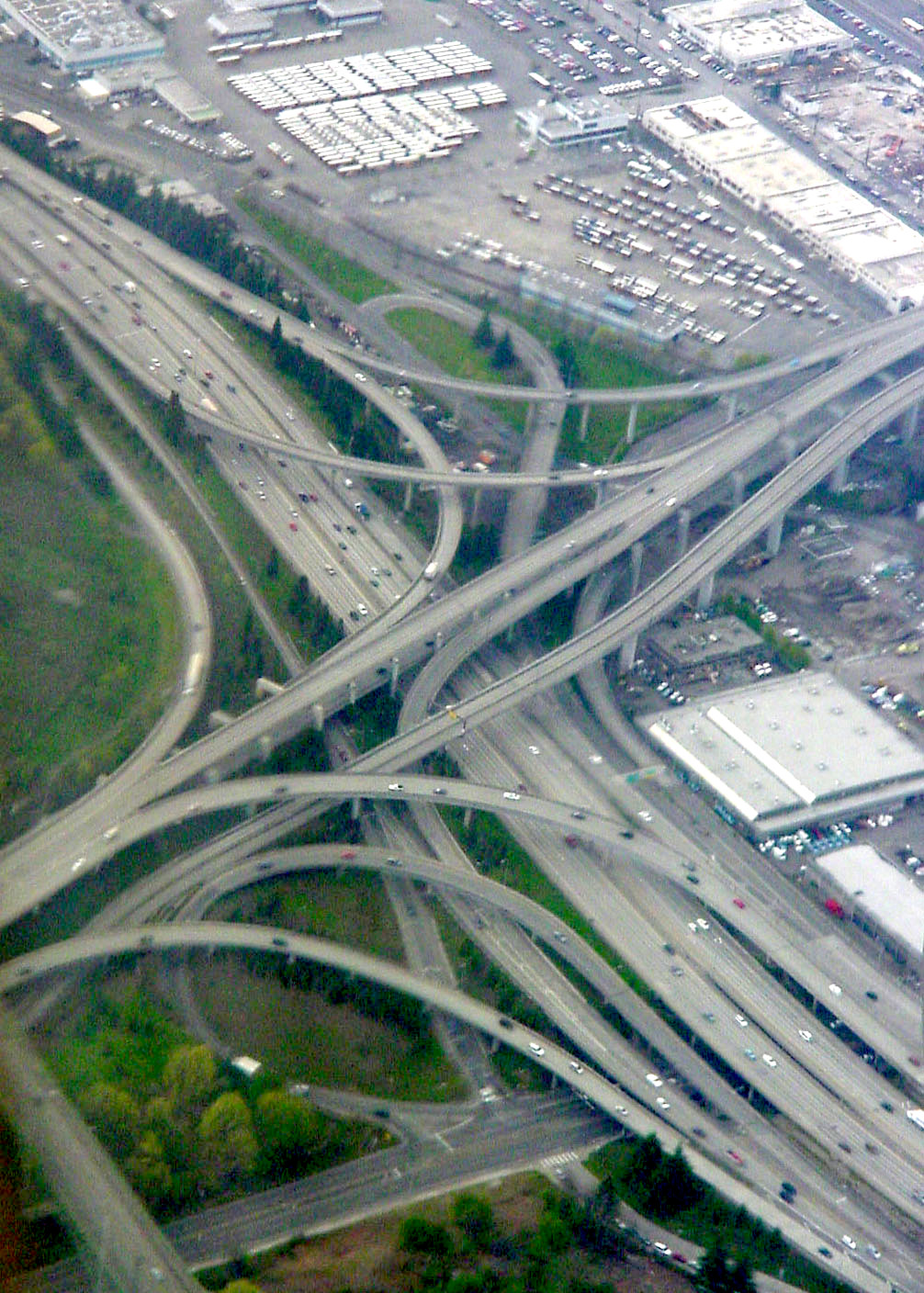
Un trébol en Seattle, Washington, EE. UU., en el cual se cruzan dos vías expresas y una avenida

El impacto ambiental de las vías terrestres (caminos, carreteras, autovías, autopistas, vías férreas, etc) puede ser tanto positivo como negativo, directo, indirecto e inducido. Sus obras de cruce y empalmes utilizan áreas importantes en el territorio creando en el entorno impactos ambientales sobresalientes. Los caminos no pavimentados pueden tener considerables impactos, a menudo más que la pavimentación y los caminos existentes al medio ambiental terrestre y superficial 
Los posibles beneficios socioeconómicos proporcionados por las vías terrestres, incluyen la confiabilidad bajo todas las condiciones climáticas,alcachofas la reducción de los costos de transporte, el mayor acceso a los mercados para los cultivos y productos locales, el acceso a nuevos centros de empleo, la contratación de trabajadores locales en obras en sí, el mayor acceso a la atención médica y otros servicios sociales y el fortalecimiento de las economías locales.
Los impactos ambientales en caminos rurales incluyen: los efectos directos que ocurren en el sitio de la construcción y los alrededores de la vía de pasaje autorizado, y los indirectos en la región colindante. Esta área más grande de influencia del camino rural es la de los efectos económicos, sociales o ambientales inducidos, sean estos planificados o espontáneos, y son el resultado del mayor acceso físico y la reducción de los costos de transporte. pero que no es considerado por la mayoría de las empresas.

## Impactos directos
Son los impactos directos de las vías terrestres se dan desde la fase de construcción de las mismas, y durante toda su vida útil.
Los impactos más importantes relacionados con la construcción son aquellos que corresponden a la limpieza, nivelación o construcción del piso: pérdida de la capa vegetal, exclusión de otros usos para la tierra; modificación de patrones naturales de drenaje; cambios en la elevación de las aguas subterráneas; deslaves, erosión y sedimentación de ríos y lagos; degradación del paisaje o destrucción de sitios culturales; e interferencia con la movilización de animales silvestres, ganado y residentes locales. Muchos de estos impactos pueden surgir no sólo en el sitio de construcción sino también en las pedreras, canteras apropiadas y áreas de almacenamiento de materiales que sirven al proyecto. Adicionalmente, pueden darse impactos ambientales y socioculturales adversos en proyectos tanto de construcción como de mantenimiento, como resultado de la contaminación del aire y del suelo, proveniente de las plantas de asfalto, el polvo y el ruido del equipo de construcción y la dinamita; el uso de pesticidas, derrame de combustibles y aceites; la basura; y, en proyectos grandes, la presencia de mano de obra no residente.
Los impactos directos por el uso de las vías terrestres pueden incluir: mayor demanda de combustibles para los motores; accidentes con los medios no motorizados de transporte o el reemplazo de los mismos; mayor contaminación del aire, ruido, desechos a los lados del camino; daños físicos o muerte a animales y personas que intentan cruzar la vía; riesgos de salud y daños ambientales a raíz de los accidentes con materiales peligrosos en tránsito; y contaminación del agua debido a los derrames o la acumulación de contaminantes en la superficie de los caminos.
Además se ha descubierto que micropartículas de Plástico (como las que liberan los neumáticos de Caucho sintético así como las suelas de zapatos de PVC) al llegar a las aguas, afectan la vida, crecimiento y desarrollo de los peces, ingresando en la cadena trófica de estos como un alimento que llegan a preferir antes del plankton, creciendo deformes, muriendo jóvenes, etc.
Miles de neumáticos se desgastan y liberan plástico particulado a nuestro medio ambiente. En menos de 200 años, este nuevo componente ya ha logrado instalarse en todos los niveles de vida de nuestro planeta.

## Impactos indirectos
Una amplia gama de impactos indirectos negativos han sido atribuidos a la construcción o mejoramiento de las vías terrestres. Muchas de estos son principalmente socioculturales. Estos incluyen: la degradación visual debido a la colocación de carteles a los lados del camino; los impactos de la urbanización no planificada, inducida por el proyecto; la alteración de la tenencia local de tierras debido a la especulación; la construcción de nuevos caminos secundarios, primarios y terciarios; el mayor acceso humano a las tierras silvestres y otras áreas naturales; y la migración de mano de obra y desplazamiento de las economías de subsistencia.

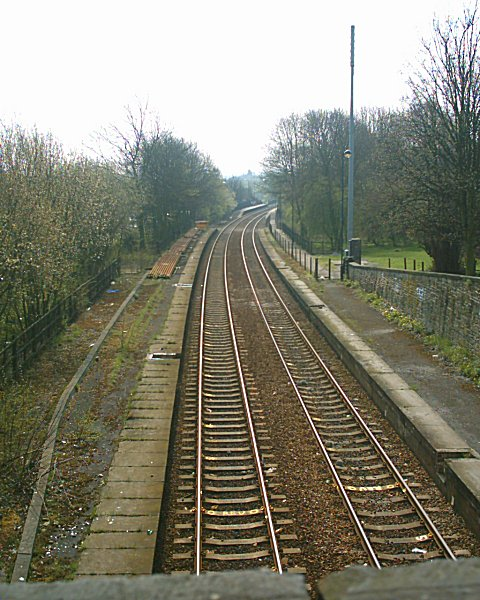
Las vías terrestres interrumpen los métodos acostumbrados de comunicación.

### Pérdida de tierras agrícolas
La mejor tierra agrícola, relativamente plana y con buen drenaje, proporciona una ruta ideal para las vías terrestres, y muchos son colocados allí. En sí, la pérdida de tierra para el derecho de paso puede ser relativamente insignificante y normalmente se toma en cuenta al decidir si procede con un proyecto. Sin embargo, el fenómeno del desarrollo inducido, junto con el aumento del valor de la tierra por los caminos, puede resultar en la conversión de grandes áreas de tierra agrícola a otros usos. Tales conversiones pueden tener impactos negativos sobre los programas nacionales para agricultura sostenible y la autosuficiencia, así como sobre la viabilidad de la economía agrícola local.

### Interferencia con los métodos acostumbrados de transporte local
Los peatones y vehículos tirados por animales y de pedal, son tipos importantes de tránsito por los caminos de muchos países, especialmente los caminos locales y aquellos que llevan a los principales mercados urbanos. El mejoramiento de los caminos rurales no pavimentados al nivel de los pavimentados, que no tome en cuenta el volumen de dicho tránsito, resultará en un número inaceptable de accidentes y el reemplazo de los modos más lentos de transporte.

### Implicaciones nacionales y globales
La construcción de caminos y carreteras puede incrementar la demanda de vehículos motorizados, combustibles y lubricantes. Si estos deben ser importados, se puede agravar el problema del balance de pagos. Puede deteriorarse la calidad del aire a nivel local o regional, y aumentará el aporte a los gases de efecto invernadero.i